# دور از خانه
دور از خانه (به انگلیسی: Sleepover) یا شب‌نشینی فیلمی محصول سال ۲۰۰۴ و به کارگردانی جو نوسبام است. در این فیلم بازیگرانی همچون الکسا وگا، میکا بورم، جین لینچ، سارا پکستون، بری لارسون، استیو کرل، جف گارلین، اسکاوت تیلر-کامپتن، شان فاریس، سم هانتیگتون، ایوان پیترز، کاتیا پویک، تاد لاکینبیل، الیس گرچن، هانتر پریش، داگلاس اسمیت و سامر گلایو ایفای نقش کرده‌اند.